# Escàner a retrodifusió de raigs-X

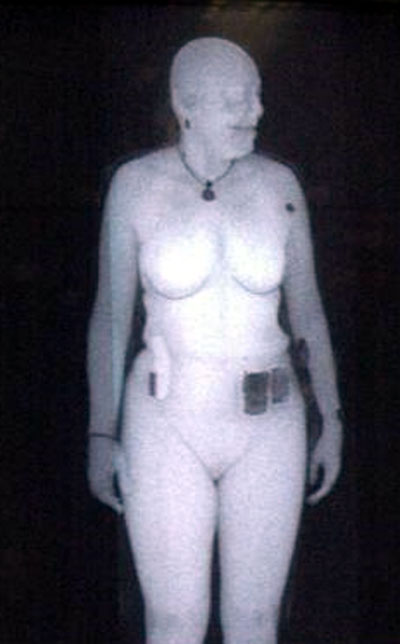
Imatge d’un escàner de retrodiffusió de raigs X.

L’ escàner a retrodifusió de raigs X és un escàner que fa ús del raigs X i que s'utilitza principalment per a la seguretat als aeroports, que permet visualitzar els objectes continguts en un equipatge o amagats sota la roba.
És un dels dos principals tipus d'escàner corporal, però ha estat substituït per l'’escàner d’ones mil·limètriques que té l’avantatge de ser inofensiu a priori perquè no utilitza rajos ionitzants. A certs països (com França), el seu ús està prohibit ja que una màquina de raigs X només es pot utilitzar amb finalitats mèdiques.
El principi és totalment diferent de l’ escàner mèdic: en aquest darrer cas, els raigs X d’ alta potència travessen el cos i permeten fer seccions de l’organisme examinat. L'escàner corporal de l’aeroport utilitza raigs X de baixa potència i s'analitza el seu retrocés a través de la pell. La irradiació continua sent molt baixa, de l’ordre de 0,05 µSv a 0,1 µSv per examen, que és més de 1000 vegades menor que durant una simple radiografia de tòrax i que equival a la irradiació rebuda durant un viatge en avió de menys de 10 minuts, a causa de la irradiació natural